# 南盧頓
南盧頓（英語：Luton South），英國國會一自治市選區，包括英格蘭東部貝德福德郡盧頓南部和中貝德福德南部。始設於1983年。
本區1997年前支持保守黨，其後支持工黨。同時具有合作黨黨籍的葛文·修阿爾在2010年大選中以34.9%選票勝出該區，保住了瑪格麗特·莫蘭因津貼門退任空出的議席，使之成為英格蘭東兩個由工黨控制的選區之一。